# Omaira Rojas Cabrera
Anayibe Rojas Valderrama u Omaira Rojas Cabrera, alias Sonia (Huila, 16 de junio de 1967), es una exguerrillera colombiana de las FARC-EP (Fuerzas Armadas Revolucionarias de Colombia, Ejército del Pueblo).

## Biografía
Proveniente de una familia de campesinos de bajos recursos y no finalizó el bachillerato antes de unirse a la guerrilla de las FARC-EP a finales de los años 80.

### Militancia en las FARC-EP
Fue parte del Bloque Sur, y se encargaba de las finanzas de esa estructura, específicamente del Frente 14.

### Captura y extradición
Fue capturada por las Fuerzas Militares de Colombia el 10 de febrero de 2004, en la locación llamada Peñas Coloradas, en Cartagena del Chairá (Caquetá) y fue llevada a la Base Aérea de Larandia para ser interrogada especialmente acerca de los tres estadounidenses secuestrados por las FARC-EP, y sobre la cadena de mando y el secretariado de las FARC-EP. Sería trasladada posteriormente a otras locaciones debido a razones de seguridad. 
El 9 de marzo de 2004 fue extraditada a Estados Unidos.
En junio de 2007, Sonia fue condenada por cargos de narcotráfico, a 16 años y 8 meses de prisión.

### Liberación
Tras cumplir una condena de 11 años en Estados Unidos, en 2018 fue devuelta a Colombia.
Tras desmentir ante la JEP su supuesta unión a las disidencias de las FARC-EP, fue dejada en libertad condicional. En 2019 obtuvo grado de bachiller en la Universidad Nacional Abierta y a Distancia.